# 杜弘 (東晋)
杜 弘（と こう、生没年不詳）は、東晋初期の軍人。西晋に反乱を起こした杜弢の配下であったが、東晋の大将軍王敦の配下となり、王敦の乱では王敦軍勝利のきっかけを作った。

## 生涯
反乱勢力の首領の杜弢に仕えた。
建興3年（315年）2月、西晋に降伏した杜弢が再び反乱を起こした。杜弢は杜弘と張彦に臨川内史謝擒を攻撃させた。両軍は海昏で戦い、謝擒は敗れた。杜弘と張彦は謝擒を捕えたのち殺害し、豫章を攻略、城邑を焼いた。
3月、振武将軍周訪・督護繆蕤・李恒が攻撃、豫章・石頭で交戦した。周訪の帳下将李午らによって張彦は討ち取られ、斬首数百の被害を出した。杜弘は海昏に進軍、やってきた周訪に敗れ、廬陵に撤退した。追撃した周訪に再び敗れ、城を守った。杜弘は周訪軍の軍糧を掠奪、周訪は巴丘に退いた。兵糧を整えた後、周訪は廬陵を包囲した。杜弘は宝物を城外にばらまき、周訪軍の将士が競って拾ったために陣は乱れた。その隙をついて包囲を突破した。周訪軍の追撃を振り切り、南康へ入ったが南康郡太守の軍に敗れ、臨賀に敗走した。
8月、杜弘は広州刺史王機の元を訪れ、降伏を申し出た。そこで金数千両を送り、桂林の賊を討伐したいと申し出た。王機はこの申し出を上表、朝廷及び王敦はこれを容れた。杜弘は桂林の賊を討ち、この功により、王機は交州刺史に任じられた。杜弘が桂林の賊討伐から帰還する途上、鬱林で王機と出くわした。交州の人士から反対を受け、王機は赴任できずにいた。杜弘は広州に割拠すべきと提案、これを容れた王機は、杜弘・広州の将の温邵・交州の秀才の劉沈と謀って広州に拠ろうと反乱を起こした。
広州刺史陶侃は、赴任途中にこの報を聞き、広州に急行した。杜弘は使いを送り、偽りの降伏を申し出た。これを見抜いた陶侃は備えを万全に整えた。軽兵を率いていた杜弘は、陶侃軍の備えを見て退却した。陶侃軍は追撃して杜弘軍を撃破した。劉沈は桂林で、温邵は始興で捕らえられ、王機は逃走中に病死した。杜弘は零陵郡太守尹奉の元に訪れ、降伏を申し出た。尹奉は杜弘を王敦の元に送った。王敦は杜弘を将として寵遇した。
永昌元年（322年）3月、東晋朝廷に対し、大将軍王敦は反乱を起こした。王敦軍は石頭に至り、鎮北将軍劉隗を攻めようと考えた。杜弘が王敦に「劉隗軍は死をも辞さぬ兵らが多く、たやすくは勝てません。周札（周玘の弟）には少しばかりの恩があります。兵を用いてはいけません。攻めれば必ず敗れます。周札が敗れれば、自ずと劉隗も敗走しましょう」と進言した。王敦はこれを容れ、杜弘を前鋒として石頭を攻めた。守る右将軍周札は開門して杜弘を招き入れた。王敦軍は石頭に拠り、戦局を優位に進めた。
これ以後の事跡は、史書に記されていない。